# XIII (Comicserie)

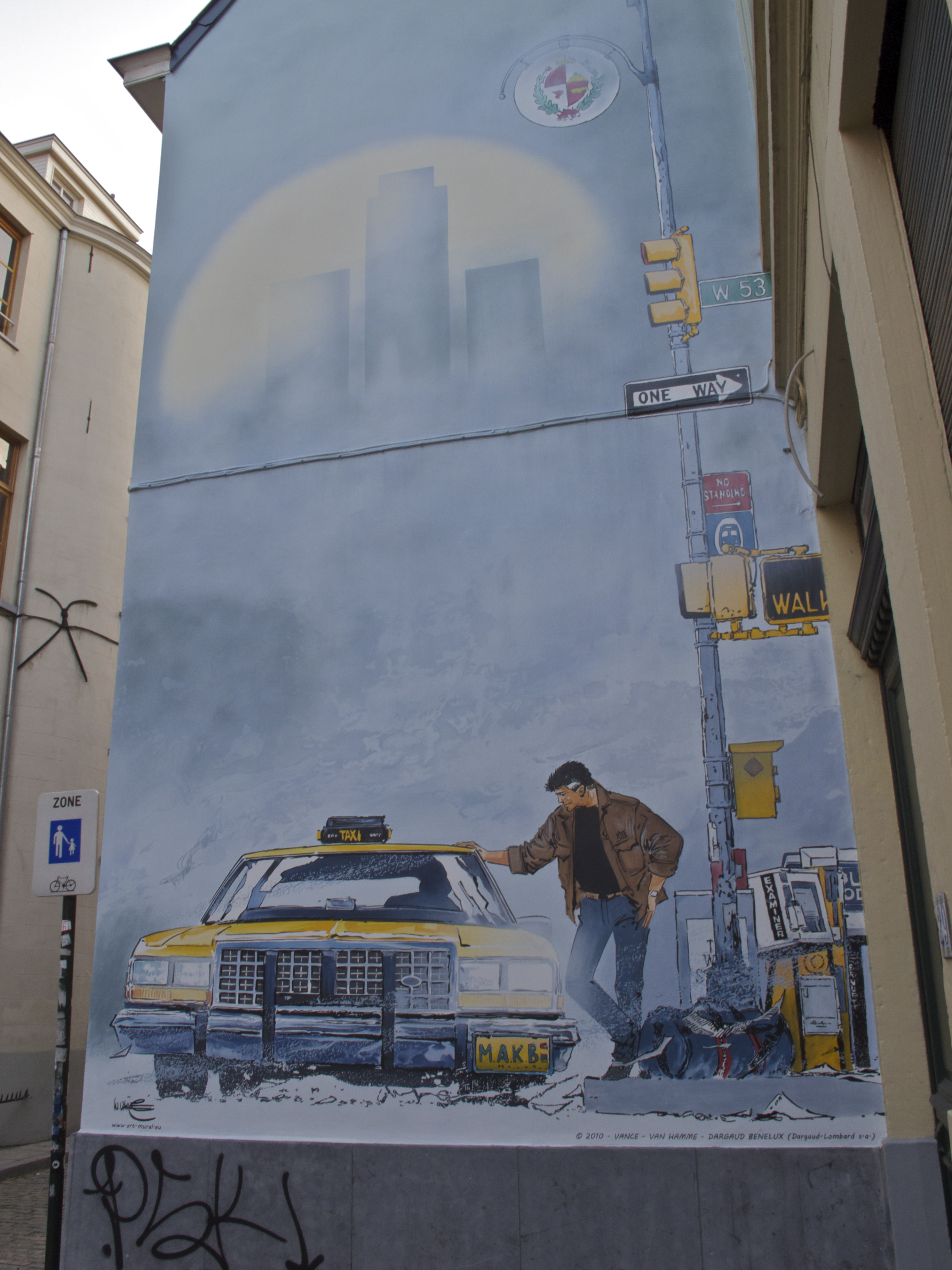
XIII. Wandmalerei in Brüssel in der Rue Philippe de Champagne (Parcours BD)

XIII (Dreizehn) (im Original XIII, Treize [tʁɛz]) ist eine seit 1984 erscheinende frankobelgische Comicserie, erschaffen von Jean Van Hamme und William Vance.

## Handlung
Der realistisch gezeichnete Agententhriller spielt in den USA und handelt von einem Mann ohne Gedächtnis, der sich nach einer Tätowierung auf seiner Schulter „XIII“ nennt. Auf der Suche nach seiner Identität wird er von unterschiedlichen Personen behindert, gejagt und auch verleumdet. Er findet aber auch Freunde, die ihm bei der Rückverfolgung der Ereignisse helfen. Er entdeckt die Spur einer großen Verschwörung, bei der rechtsradikale Militärs und Geheimdienstmitglieder den Präsidenten stürzen wollen. Die Geschichte ist mit mehreren Erzählsträngen unter Verwendung sehr vieler Charaktere aufgebaut.
Band 1–5
Die Serie beginnt mit einem Mann, der in der Peacock Bay, an der Ostküste der USA angespült wird und unter Amnesie leidet. Die einzigen Verbindungen zu seiner Vergangenheit sind das Tattoo „XIII“ auf seinem Schlüsselbein und ein Foto von sich und einer Frau, die sich als Kim Rowland herausstellt.
Auf der Suche nach Kim entdeckt XIII eine Nachricht von ihr, die ihm vorschlägt, sich „beim Indianer zu treffen“. Kurz darauf finden ihn von La Mangouste beauftragte Mörder, doch der Regierungsagent Colonel Amos rettet ihn. Dieser ist damit beauftragt, die Verschwörung rund um die Ermordung des Präsidenten William B. Sheridan zu untersuchen und den Attentäter aufzuspüren. Amos konfrontiert XIII mit einem Video, das eine Person, die wie XIII aussieht, bei der Ermordung Sheridans zeigt. XIII gelingt es, Colonel Amos zu entkommen.
Der zweite Band führt XIII auf der Suche nach Kim zu General Carrington, der XIIIs Identität als Steve Rowland, Kims Ehemann bestätigt. Carrington erklärt weiter, dass Rowland ein Mitglied einer militärischen Spezialeinheit, der SPADS (Special Assault and Destroy Sections) war, die Carrington geschaffen hatte. Rowland kam angeblich vor zwei Jahren während eines Einsatzes bei einem Hubschrauberabsturz ums Leben. Anschließend wird XIII von Lieutenant Jones, Carringtons Adjutantin, zum Haus der Rowlands nach Southbourg gefahren. Obwohl Jeremy Rowland und die weiteren Verwandten keinen Zweifel an XIIIs Identität als Steve Rowland haben, ist er enttäuscht, da Kim nicht dort ist. Amos sucht XIII auf und erklärt ihm, dass er ihn nach wie vor für seinen Hauptverdächtigen hält, da seine Fingerabdrücke auf dem Scharfschützengewehr, mit dem Präsident Sheridan erschossen wurde, gefunden wurden. Um die Hintermänner des Attentats zu entlarven, lässt Amos XIII weiter nach Kim suchen, weil er vermutet, dass sie etwas Wichtiges weiß und sich sonst nicht verstecken würde. XIII gelingt es schließlich herauszufinden „wohin der Indianer geht“, aber er wird durch Jeremys junge Frau Felicity ausgetrickst. Felicity tötet Jeremy sowie Stevens Onkel Matt und hängt anschließend XIII die Morde an, um zu erben. XIII entkommt der Polizei mit Hilfe von Carrington und Jones, die ihn in der Nähe von Kims Versteck absetzen. Kim offenbart ihm nicht nur, dass sie genau wie er tätowiert ist (Nummer XVII), sondern auch, dass er nicht Rowland ist, sie seinen richtigen Namen aber nicht kennt. Sie verschwindet, bevor XIII von der Polizei festgenommen wird. Ein Gericht verurteilt ihn wegen Mordes an den Rowlands zu lebenslanger Haft in einer geschlossenen Anstalt.
Zu Beginn des dritten Bandes befindet sich XIII in einer Einrichtung für geisteskranke Kriminelle. Inzwischen hat Amos infolge seiner Untersuchungen erkannt, dass XIII nicht Rowland, sondern ein Body-Double ist. Er geht daher davon aus, dass Rowland wirklich im Kampf getötet wurde und XIII dank eines chirurgischen Eingriffes sein Aussehen verliehen bekam, um Präsident Sheridan zu ermorden. Weiterhin denkt er, dass La Mangouste versucht, XIII zu töten, damit die Ermittler den Körper als Rowland identifizieren, was die Untersuchung in eine Sackgasse führen würde. Amos bittet Carrington um Zugriff auf eine Liste mit Personen, die ein militärisches Training zum „Kampfagent“ durchliefen und in etwa XIIIs Körperbau besitzen, mit dem Ziel, XIIIs wahre Identität herauszufinden. Carrington lässt Amos die Papiere von etwa 20 Personen zukommen, von denen einer, ein gewisser Ross Tanner, seit zwei Jahren vermisst wird. Amos beschließt, XIII im Gefängnis zu lassen, um ihn bei Bedarf zur Hand zu haben. Derweil wird XIII von Dr. Johansson „behandelt“, um ihm sein Gedächtnis zurückzubringen. Während eines Ausbruchsversuches zusammen mit seinem Zellengenossen Billy Stockton versucht der von La Mangouste bestochene Assistenzarzt, XIII mit einer Giftspritze zu töten, kann aber im letzten Moment von Jones aufgehalten werden. Gemeinsam gelingt XIII und Jones die Flucht aus dem Gefängnis.
Band vier beginnt mit Amos’ Feststellung, dass Carrington die Tanner-Identität frei erfunden hat, und seinem Verdacht, Carrington sei ein Teil der Verschwörung. XIII wurde von Carrington unter dem Namen Tanner in einem SPADS Trainingscamp in dem fiktiven Land San Miguel versteckt.
Im Verlauf seiner Nachforschungen findet Amos heraus, dass in dem Grab eines Jason Fly der Körper des realen Rowland war, der nicht bei einem Hubschrauberabsturz vor zwei Jahren, sondern durch Kugeln kurz nach der Ermordung von Präsident William Sheridan ums Leben kam. Daher nimmt Amos an, dass Rowland der wirkliche Mörder war. Mit dieser Entdeckung konfrontiert er Richter Allenby, der damals nach dem Hubschrauberabsturz einen Körper als Rowland identifiziert hatte. Allenby ist Chef der Untersuchung zur Ermordung Präsident Sheridans, und Amos kann ihn als Nummer VI der Verschwörung enttarnen. Amos versucht von Allenby den Namen von Nummer I zu erfahren, aber Allenby wird vorher durch einen von La Mangouste geschickten Mörder getötet. Dieser wiederum wird, kurz bevor er Amos töten kann, von Kim erschossen. Inzwischen offenbart Betty Barnowsky, ein SPADS Sergeant, XIII, dass sie Rowland nach seinem angeblichen Tod einmal in Begleitung von SPADS Colonel McCall, der sich hiermit auch als Mitglied der Verschwörung entpuppt, gesehen habe. XIII, Barnowsky und Jones entkommen einem Attentat von McCall, enden aber aufgrund von Treibstoffmangel im Dschungel von San Miguel.
Kim bringt Amos zu FBI-Direktor Carl Heideger und Carrington. Diese erzählen ihm, dass Rowland nach seinem vorgetäuschten Tod seine Frau Kim kontaktierte und sie zwang, ein Mitglied der Verschwörung zu werden. Kim, selbst ehemalige FBI-Agentin und Carringtons Tochter, alarmierte heimlich ihren ehemaligen Chef Heideger, dem es dennoch nicht gelang, die Ermordung von Präsident Sheridan zu verhindern. Rowland wurde von La Mangouste angeschossen, aber er entkam schwer verwundet und starb kurz nachdem er Kim erzählt hatte, was passiert war. Heideger und Carrington hatten dann den Plan, die Verschwörung der XX glauben zu machen, dass Rowland überlebt habe, in der Hoffnung, die Verschwörer zu enttarnen. Daher verwandelte sich der Agent Jason Fly in Rowlands Double, aber kurz danach verschwand er (er wurde angeschossen und verliert sein Gedächtnis, der Punkt, an dem die Geschichte beginnt).
Zu Beginn des fünften Bandes entführen XIII, Jones und Barnowsky Marquis Armand de Préseau, einen reichen Grundbesitzer, um in seinem Jet zurück in die USA zu fliegen. Inzwischen sind Carrington und Heideger von den Verschwörern verhaftet worden, da die Verschwörer versuchen, das Land während einer groß angelegten militärischen Übung zu übernehmen. XIII und die Frauen treffen sich mit Amos, der sie mit Walter Sheridan in Kontakt bringt, dem Bruder des ermordeten Präsidenten William Sheridan und nun selbst Kandidat für die Präsidentschaft.
Sheridan hilft XIII und den anderen, das militärische Operationszentrum zu infiltrieren, und zusammen mit Präsident Galbrain schaffen sie es, die Verschwörung im letzten Moment stoppen. Die gesamte Verschwörung, mit der Ausnahme der berühmten Nummer I, kann getötet oder gefangen genommen werden. Walter Sheridan wird zum Präsidenten gewählt. Kim Rowland verschwindet aus unbekannten Gründen und Betty kehrt zu Marquis de Préseau zurück. Amos verabschiedet sich in den Ruhestand und möchte sich in Zukunft der Jagd nach La Mangouste widmen. Am Ende des Handlungsbogens glaubt XIII, er hätte seine alte Identität als Jason Fly gefunden, und ist bereit, sein Leben normal weiterzuführen, auch wenn seine Erinnerungen noch nicht zurückgekehrt sind.
Band 6–8
Im sechsten Band versucht XIII, mehr über sich herauszubekommen und reist dazu nach Greenfalls, wo er in seiner Kindheit lebte. Währenddessen wird XIIIs Arzt getötet und Jones erfolglos überfallen, weshalb sie sich auf den Weg zu XIII macht. Der besucht den blinden ehemaligen Eigner der Lokalzeitung, Hattaway, der ihn sofort mit seinem richtigen Vornamen (Jason) anspricht. Das Gespräch wird aber früh vom Sheriff unterbrochen. Während die Skitour der attraktiven Apothekerin mit XIII in der Luxusjagdhütte des Dorfpatrons Rigby romantisch endet, kommt La Mangouste mit einem Killer in den Ort. Sheriff, Hotelier, Arzt und Rigby werden aktiv, da sie von XIIIs Fragen über die Vergangenheit irritiert sind. Hattaway wird in der Klinik sediert, und der Hotelier untersucht XIIIs Zimmer. Dabei löst er die gegen XIII installierte Sprengfalle sowie dadurch eine Lawine aus, die den Zugang zum Dorf blockiert. Jones wird in die Klinik gebracht, wo sie von Hattaway interessante Satzfetzen aufschnappt. XIII wird wegen der Explosion verhaftet. Der Killer ermordet den Arzt, wird aber anschließend von Jones getötet. Dabei überrascht sie der örtliche Zeitungsredakteur, der Sohn Rigbys. Die Unterlagen von XIII versetzen Rigby und den Sheriff wegen des Tages, an dem XIIIs Vater Jonathan Fly in seinem Haus verbrannte, in Panik. La Mangouste stellt sich ihnen als Captain des FBI vor und verspricht, XIII mitzunehmen und alle Probleme mit ihm zu lösen. Doch Jones hat XIII bereits aus der Zelle befreit, am Hinterausgang der Polizeiwache beginnt eine Schneemobilspur.
Zu Beginn von Band sieben folgen La Mangouste und der Sheriff mit einem Aufgebot der Spur des Schneemobils, finden an deren Ende jedoch nur zwei bereits seit einiger Zeit im Hotel wohnende Jäger. XIII und Jones haben sich bei der Apothekerin versteckt. Diese wird gebeten, nach Hattaway in der Klinik zu schauen, und wird dort von Mangouste und dem Sheriff überrascht. Währenddessen findet XIII, den Hinweisen an Jones folgend, in einem Geheimversteck in Hattaways Haus u. a. einen handschriftlichen Bericht Hattaways an ihn (Jason) über die Ereignisse von vor 20 Jahren. XIII nimmt Rigby mit in die Zeitungsredaktion und zwingt dort dessen Sohn, Teile des Berichts vorzulesen. Darin schreibt Hattaway, dass der Vater von XIII in Wahrheit Jonathan Mac Lane war, zweifacher Pulitzerpreisträger, der inkognito nach Greenfalls gekommen war. Er wurde dort von mehreren Ku-Klux-Klan-Mitgliedern, darunter Rigby, Sheriff und Hotelier, erhängt und die Leiche anschließend in seinem Haus verbrannt. Rigby will XIII erschießen, aber sein Sohn wirft sich dazwischen und wird schwer verletzt. Derweil wird Jones im Haus der Apothekerin aufgestöbert und verhaftet. Den Lynchmord durch drei Dorfbewohner kann XIII gerade noch verhindern, sie flüchten mit dem Rettungshubschrauber, der Rigbys Sohn abholt. Zeitgleich trifft im Sheriffbüro Amos mit weiteren echten Bundesagenten ein, die La Mangouste, der durch XIII angelockt werden sollte, verhaften wollen. XIII versucht, Hattaway zu befreien, den Rigby in seiner Jagdhütte bewacht. La Mangouste ist ebenfalls dort und schießt auf XIII, nachdem er ihm noch bestätigt, dass er es war, der XIII auf dem Boot von I angeschossen habe. Da sich Amos mit einer Pistenraupe nähert, will La Mangouste fliehen. Doch XIII ist nicht verletzt, da Hattaways Bericht die Kugel aufgefangen hat, und schlägt ihn nieder. Als Rigby nun XIII töten will, wird er selbst von Hattaway erschossen. Nach Monaten kommt XIII nochmals nach Greenfalls. Der Sheriff wurde, auch aufgrund Hattaways Aussage vor seinem Tod, verurteilt, Rigbys Sohn hat alles verkauft und nach San Francisco gezogen, nur die Apothekerin ist noch vor Ort.
In Band 8 flieht La Mangouste aus dem Gefängnis. Präsident Walter Sheridan beauftragt XIII, I ausfindig zu machen. Da Jones aus Eifersucht ihre Mithilfe verweigert, sucht er alleine nach Kim. Von Giordino bekommt er eine Liste der Boote nahe der Peacock Bay um die Zeit, als er selbst dort angespült wurde. Von Amos wird er auf Kims Tante Amalia Carrington aufmerksam gemacht sowie darauf, dass die Lady Bee, eines der Boote auf der Liste, Walters Frau gehört. XIII lässt sich in der Klinik, in die Walter nach einem Anschlag auf ihn gebracht wurde, durchchecken, um nachts Einblick in Walters Krankenakte zu nehmen. Dabei wird er von Irina, einer Krankenschwester in La Mangoustes Diensten, beinahe erschossen. XIII bespricht seine Erkenntnisse (u. a. eine Hauttransplantation bei Walter dort, wo bei den Mitgliedern der Verschwörung die Ziffer eintätowiert ist) mit Amos. Sie werden von La Mangouste aus einem Hängegleiter beschossen, Amos stirbt. Währenddessen besucht Jones Amalia und findet dort heraus, dass Kim und Walter vor zehn Jahren ein Verhältnis hatten. Beider Sohn wurde im Geheimen geboren, so dass auch Carrington nichts davon wusste, und von seiner Mutter mitgenommen, als er Amalia verließ. Mit weiteren Hinweisen von Dave Rowland kommt sie nach Northshore, dem Heimathafen der Lady Bee. Dort trifft sie auf XIII. Beide gehen davon aus, dass Kim von Anfang an, erpresst durch ihren Sohn, für die Verschwörung gearbeitet hat und bestätigen könnte, dass Walter I ist. Auf einer Insel vor der Küste, die ebenfalls Walters Frau gehört, trifft XIII auf Kim, die ihn mit Jake anspricht. Die Flucht misslingt, sie und Jones werden von La Mangouste und Irina gefangen genommen, auf die Lady Bee gebracht und sediert. XIII kann beim Untergang der Yacht gerade noch Jones und sich retten. Als er seinen Auftrag an Walter zurückgibt, verhöhnt ihn dieser, weil er nicht Kim als Zeugin gerettet hat, teilt ihm mit, dass der Hauttransplanteur überraschend verstorben ist, konstatiert, dass es nie eine I gegeben habe, und bietet XIII den Posten als rechte Hand an. XIII lehnt ab und schlägt Walter.
Band 9
In einer Vorstandssitzung in Band neun werden einzelne Stationen aus dem Leben von XIII geschildert und plausibel gemacht, dass er mehrere Jahre in einem Guerilla-Trainingslager auf Kuba geschult wurde. Der Vorstand kommt zum Schluss, dass XIII genau der Mann ist, den sie brauchen. In San Miguel wird der Geschäftsmann Karl Meredith, der gerade angekommen ist, entführt und umgebracht. Währenddessen vertreiben sich Jones und XIII die Zeit bei Betty und dem Marquis, die inzwischen geheiratet haben. Dort erhält XIII einen Anruf von Padre Jacinto, der sich mit ihm treffen und über seine Frau sprechen will. Jones und XIII machen sie auf. Padre Jacinto berichtet, dass er vor sechs Jahren ihn und Maria Isabel de los Santos, Tochter des frei gewählten und von General Ortiz ermordeten Präsidenten des fiktiven Costa Verde, getraut habe. Vor drei Jahren sei man von seinem Tod ausgegangen, und erst vor kurzem habe er, Jacinto, erfahren, dass XIII noch lebe. Isabel warte inzwischen in der Festung Roca Negra auf die Vollstreckung des Todesurteils. In diesem Moment stürmen zwei bewaffnete Mitglieder der Geheimpolizei von Costa Verde das Zimmer, die XIII beide tötet. Vom angeschossenen Jacinto bekommt er noch ein Flugticket nach Costa Verde und Merediths Tasche samt Ausweis. Am Flughafen schickt XIII Jones in die USA zurück, und er verkleidet sich als Meredith. Doch Jones wird verhaftet und verhört, während XIII nach Costa Verde fliegt. In Puerto Pilar wird XIII von Capitán García in den Präsidentenpalast gebracht. Beim Empfang am Abend lernt er Ortiz und dessen Geheimdienstchef, Colonel Peralta, kennen, und trifft den Geschichtsprofessor Simmel, der im Flugzeug neben ihm saß, sowie seine Stiefmutter Felicity wieder. Diese nennt sich nun Felicidad Moreno und ist die offizielle Geliebte von Ortiz. Bei einem Ausflug wird XIII von Angel, Marias Bruder, entführt. Dieser informiert XIII darüber, dass er als IRA-Kämpfer Kelly Brian, genannt El Cascador, zusammen mit Angel, Jacinto und Maria auf Kuba trainiert wurden und anschließend in Costa Verde den Befreiungskampf aufnahmen. Angel beauftragt XIII, Felicity zu entführen, damit diese als Tauschobjekt für Maria dienen kann. Währenddessen entkommt Jones während der Überführung in das Gefängnis und flüchtet zu den de Préseaus. Diese beschließen, Urlaub in Costa Verde zu machen, und landen bei Sean Mullway. Zurück im Palast, wird XIII strenger bewacht und kommt zum Schluss, dass er der Cascador sein könnte, und dass ggf. die CIA ihn bei Ortiz freikaufte, da er die Rolle von Steve Rowland übernehmen sollte. Am Abend wird er von Felicity in ihre Gemächer eingeladen, da sie ihn erkannt hat, des Lebens in Costa Verde überdrüssig ist und seine Aussage braucht, um in den USA nicht wegen Mordes bestraft zu werden. XIII zwingt Felicity, ihn zum Treffpunkt mit Angels Kontaktmann zu fahren. Doch dort warten stattdessen García und Peralta, die ihm eröffnen, einen Spitzel in Angels Stab zu haben, und ihn zu Maria in die Festung bringen.

## Charaktere
XIII:
Hauptfigur der Serie. Sein richtiger Name lautet Jason Mac Lane, obwohl er spätestens ab seinem Umzug nach Greenfalls unter dem Namen Jason Fly gelebt hat. Er nimmt die Identität von Steve Rowland an und ist nach dessen Tod die neue Nummer XIII. Als La Mangouste versucht, ihn zu töten, wird er nur angeschossen und verliert sein Gedächtnis. Seine Mutter, Margareth Mullway, starb bereits bei seiner Geburt im Bellevue-Krankenhaus in New York. Als er drei Jahre alt ist, zog sein Vater, der Journalist Jonathan Mac Lane, mit ihm unter dem Nachnamen Fly nach Greenfalls, wo sie bis zum Tod des Vaters acht Jahre später lebten. Anschließend kam Jason in das St.Andrews-Waisenhaus in Denver, Colorado. An der University of Colorado Boulder erwarb er einen Magister in Kunstgeschichte und einen Doktor in Politologie und war Mitglied des Skiteams.
General Ben Carrington:
Carrington gründete die Eliteeinheit SPADS. Dort war er unter anderem für die Ausbildung des echten Steve Rowland zuständig. Von seiner Tochter Kim Rowland erfährt er, dass die Verschwörer nicht wissen, dass Steve Rowland am Tag des Attentats auf Präsident Sheridan gestorben ist. Daraufhin heckt er mit Admiral Heideger den Plan aus, einen Soldaten der SPADS, Jason Fly, in Steve Rowland zu verwandeln, und auf die Verschwörer anzusetzen. Auf Grund seiner weitreichenden Militärkontakte kann er XIII immer wieder ein Versteck besorgen.
Lieutenant Jones:
Adjutantin (Gehilfin) von General Carrington und später in XIII verliebt. Hilft ihm immer wieder aus kritischen Situationen. Wird später zum Major befördert.
Steve Rowland:
Ehemaliger Elitesoldat/Captain der SPADS (in der Einheit von Colonel Mac Call) und Mitglied der Verschwörung (Nummer XIII). Er täuscht seinen Tod vor, um untertauchen zu können. Zwei Jahre später erschießt er den Präsidenten William B. Sheridan. Anschließend wird er von La Mangouste lebensgefährlich verletzt, kann sich aber noch bis nach Hause zu seiner Frau retten, bevor er stirbt.
Kim Rowland:
Carringtons Tochter, ehemalige FBI-Agentin und Mitglied der Verschwörung (Nummer XVII). Verheiratet mit Steve Rowland. Außerdem hat sie einen Sohn (Colin) mit Walter Sheridan. Sie weiß um die Geheimoperation und die Verwandlung von Jason Fly in Steve Rowland / Nummer XIII und verrät ihn an Sheridan. Als Fly in der Gestalt von XIII auf einer Yacht in die Falle gelockt werden soll, taucht La Mangouste auf, der ihn anschießt (Beginn der Handlung).
Colonel Samuel Amos:
Wird nach der Ermordung von Präsident Sheridan mit der Aufklärung der Verschwörung betraut.
Amos ist ein ehemaliger Agent und Gründungsmitglied des Mossad. Nach einem fingierten Streit ließ er sich von der CIA anwerben und wanderte in die USA aus. In Wahrheit arbeitete er weiter für den israelischen Geheimdienst (Codename Dovev) und half, sensible Informationen zum Bau einer Atombombe zu stehlen. Er ist der Vater von Jessica Martin, die dies allerdings nicht weiß.
La Mangouste:
Profikiller. Als Jugendlicher musste er Berlin verlassen und wanderte in die USA aus. Dort lernte er von einem ehemaligen Soldaten, wie man Menschen auf unterschiedlichste Weise ermordet. Viele Jahre später und frustriert von seiner Arbeit bekommt er ein besonders gut bezahltes Angebot von Kim Rowland. Diese bietet ihm im Gegenzug zur Ermordung Präsident Sheridans neben zwei Millionen Dollar außerdem die Freilassung seines Ziehvaters an. Kurz bevor La Mangouste auf Sheridan schießen möchte, wird Sheridan von Steve Rowland erschossen. Er selbst wird von Rowland angeschossen und ihm wird klar, dass ihm das Attentat angehängt werden soll. Einige Zeit später gelingt es ihm, Kim Rowland auf einer Yacht ausfindig zu machen. Dort schießt er auf XIII, den er irrtümlich für Steve Rowland hält, und der dadurch über die Reling ins Meer fällt (Beginn der Handlung). Später wird La Mangouste von den Verschwörern angeworben, um „Steve Rowland“ (also die Hauptfigur Jason Fly) zu töten.
Walter “Wally” Sheridan:
12 Jahre  jüngerer Bruder des ermordeten Präsidenten William B. Sheridan. Er ist Präsidentschaftskandidat und zugleich die Nummer I der Verschwörung.

## Veröffentlichungen

### Hauptserie
Zwei Bände nehmen Sonderstellungen ein: Der Band 13 The XIII Mystery – Die Untersuchung ist eine Zusammenfassung der ersten zwölf Bände. Band 18 wurde als einziger von Jean Giraud gezeichnet und führt als Prequel die Handlung nicht unmittelbar fort. Mit Band 19 endet schließlich der erste Zyklus und Jean Van Hamme legte die Arbeit an der Serie nieder.
Ab Band 20 wurde das Schreiben der Szenarios an Yves Sente übergeben. Der Band Der Tag der Mayflower wurde noch von William Vance begonnen (Cover und Seiten 42–45), aber dann vom neuen Zeichner Iouri Jigounov (Juri Schigunow) fertiggestellt, der auch die weiteren Bände der Serie zeichnet.
| Nr.                                                                          | deutscher Titel                     | Originaltitel                                                  | ISBN                   | Gesamtausgabe                 |
| ---------------------------------------------------------------------------- | ----------------------------------- | -------------------------------------------------------------- | ---------------------- | ----------------------------- |
| 1. Zyklus Szenario: Jean Van Hamme, Zeichnungen: William Vance               |                                     |                                                                |                        |                               |
| 1                                                                            | Der Tag der schwarzen Sonne         | Le Jour du soleil noir (Spirou, 1984)                          | ISBN 3-551-71791-5     | Band 1 ISBN 978-3-551-72843-2 |
| 2                                                                            | Spuren im Eis                       | Là où va l’Indien... (Spirou, 1985)                            | ISBN 3-551-71792-3     | Band 1 ISBN 978-3-551-72843-2 |
| 3                                                                            | Alle Tränen der Hölle               | Toutes les larmes de l’enfer (Spirou, 1986)                    | ISBN 3-551-71793-1     | Band 1 ISBN 978-3-551-72843-2 |
| 4                                                                            | Gnadenloser Drill                   | S.P.A.D.S. (1987)                                              | ISBN 3-551-71794-X     | Band 1 ISBN 978-3-551-72843-2 |
| 5                                                                            | Alarmstufe Rot                      | Rouge Total (1988)                                             | ISBN 3-551-71795-8     | Band 2 ISBN 978-3-551-72844-9 |
| 6                                                                            | Dossier Jason Fly                   | Le Dossier Jason Fly (1990)                                    | ISBN 3-551-71796-6     | Band 2 ISBN 978-3-551-72844-9 |
| 7                                                                            | Eine Nacht im August                | La Nuit du 3 août (Hello Bédé, 1990)                           | ISBN 3-551-71797-4     | Band 2 ISBN 978-3-551-72844-9 |
| 8                                                                            | Ein todsicherer Auftrag             | Treize contre Un (1991)                                        | ISBN 3-551-71798-2     | Band 2 ISBN 978-3-551-72844-9 |
| 9                                                                            | Tödliche Gefahr                     | Pour Maria (Hello Bédé, 1992)                                  | ISBN 3-551-71799-0     | Band 3 ISBN 978-3-551-72845-6 |
| 10                                                                           | El Cascador                         | El Cascador (1994)                                             | ISBN 3-551-71800-8     | Band 3 ISBN 978-3-551-72845-6 |
| 11                                                                           | Drei silberne Uhren                 | Trois montres d’argent (1995)                                  | ISBN 3-551-71897-0     | Band 3 ISBN 978-3-551-72845-6 |
| 12                                                                           | Der letzte Zeuge                    | Le Jugement (1997)                                             | ISBN 3-551-71898-9     | Band 3 ISBN 978-3-551-72845-6 |
| 13                                                                           | The XIII Mystery – Die Untersuchung | The XIII mystery – L’enquête (1999)                            | ISBN 3-551-71899-7     | Band 4 ISBN 978-3-551-72846-3 |
| 14                                                                           | Die Jagd geht weiter                | Secret Défense (2000)                                          | ISBN 3-551-71900-4     | Band 4 ISBN 978-3-551-72846-3 |
| 15                                                                           | Lasst die Hunde los!                | Lâchez les chiens ! (2002)                                     | ISBN 3-551-71915-2     | Band 4 ISBN 978-3-551-72846-3 |
| 16                                                                           | Operation Montecristo               | Opération Montecristo (2004)                                   | ISBN 3-551-71916-0     | Band 5 ISBN 978-3-551-72847-0 |
| 17                                                                           | Das Gold Maximilians                | L’Or de Maximilien (2005)                                      | ISBN 3-551-71917-9     | Band 5 ISBN 978-3-551-72847-0 |
| 18                                                                           | Die Kelly-Brian-Story               | La Version irlandaise (2007) Zeichnungen: Jean Giraud          | ISBN 3-551-71918-7     | Band 5 ISBN 978-3-551-72847-0 |
| 19                                                                           | Die letzte Runde                    | Le Dernier Round (2007)                                        | ISBN 3-551-71919-5     | Band 5 ISBN 978-3-551-72847-0 |
|                                                                              | (noch nicht auf Deutsch erschienen) | L’Enquête, deuxième partie (2018) Zeichnungen: Philippe Xavier |                        |                               |
| 2. Zyklus Szenario: Yves Sente, Zeichnungen: Iouri Jigounov (Juri Schigunow) |                                     |                                                                |                        |                               |
| 20                                                                           | Der Tag der Mayflower               | Le Jour du Mayflower (2011)                                    | ISBN 978-3-551-71920-1 | Band 6 ISBN 978-3-551-72848-7 |
| 21                                                                           | Der Lockvogel                       | L’Appât (2012)                                                 | ISBN 978-3-551-71937-9 | Band 6 ISBN 978-3-551-72848-7 |
| 22                                                                           | Rückkehr nach Greenfalls            | Retour à Greenfalls (2013)                                     | ISBN 978-3-551-71938-6 | Band 6 ISBN 978-3-551-72848-7 |
| 23                                                                           | Botschaft eines Märtyrers           | Le Message du martyr (2014)                                    | ISBN 978-3-551-71939-3 | Band 6 ISBN 978-3-551-72848-7 |
| 24                                                                           | Das Erbe des Jason Mac Lane         | L'Héritage de Jason Mac Lane (2016)                            | ISBN 978-3-551-71940-9 |                               |
| 25                                                                           | The XIII History                    | The XIII history (2019)                                        | ISBN 978-3-551-75337-3 |                               |
| 26                                                                           | 2132 Meter                          | 2 132 mètres (2019)                                            | ISBN 978-3-551-75338-0 |                               |
| 27                                                                           | Memory reloaded                     | Mémoire rechargée (2020)                                       | ISBN 978-3-551-75339-7 |                               |
| 28                                                                           | Kuba, wo alles begann               | Cuba, où tout a commencé (2022)                                | ISBN 978-3-551-75340-3 |                               |
| 29                                                                           | Moskau – Spaso House                | Moscow – Spaso House (2024)                                    | ISBN 978-3-551-80469-3 |                               |

### XIII Mystery
Außerdem erscheinen seit 2008 (in Deutschland seit 2010) unter dem Namen XIII Mystery sogenannte One Shots. Die Serie widmet sich in jedem Album der Vergangenheit, den Beweggründen und den Geheimnissen einer Figur aus dem XIII-Universum und erzählt bislang unbekannte Geschichten, oft z. B. aus der Kindheit der Figuren. Nebenbei werden so auch interessante Verbindungen zwischen den Figuren enthüllt, die zum Verständnis der Hauptserie beitragen. Die Bände werden von unterschiedlichen Autoren und Zeichnern verfasst.
| Nr. | deutscher Titel         | Originaltitel (Ersch.jahr)       | Zeichner                                                                                | Autor                   | ISBN                   |
| --- | ----------------------- | -------------------------------- | --------------------------------------------------------------------------------------- | ----------------------- | ---------------------- |
| 1   | La Mangouste            | La Mangouste (2008)              | Ralph Meyer                                                                             | Xavier Dorison          | ISBN 978-3-551-71071-0 |
| 2   | Irina                   | Irina (2009)                     | Philippe Berthet                                                                        | Eric Corbeyran          | ISBN 978-3-551-71072-7 |
| 3   | Little Jones            | Little Jones (2010)              | Eric Henninot                                                                           | Yann                    | ISBN 978-3-551-71073-4 |
| 4   | Colonel Amos            | Colonel Amos (2011)              | François Boucq                                                                          | Alcante                 | ISBN 978-3-551-71074-1 |
| 5   | Steve Rowland           | Steve Rowland (2012)             | Richard Guérineau                                                                       | Fabien Nury             | ISBN 978-3-551-71075-8 |
| 6   | Billy Stockton          | Billy Stockton (2013)            | Steve Cuzor                                                                             | Laurent-Frédéric Bollée | ISBN 978-3-551-71076-5 |
| 7   | Betty Barnowski         | Betty Barnowski (2014)           | Sylvain Vallée                                                                          | Joel Callède            | ISBN 978-3-551-71077-2 |
| 8   | Martha Shoebridge       | Martha Shoebridge (2015)         | Colin Wilson                                                                            | Frank Giroud            | ISBN 978-3-551-71078-9 |
| 9   | Felicity Brown          | Felicity Brown (2015)            | Christian Rossi                                                                         | Matz                    | ISBN 978-3-551-71079-6 |
| 10  | Calvin Wax              | Calvin Wax (2016)                | Corentin Rouge                                                                          | Fred Duval              | ISBN 978-3-551-71080-2 |
| 11  | Jonathan Fly            | Jonathan Fly (2017)              | Olivier Taduc                                                                           | Luc Brunschwig          | ISBN 978-3-551-71081-9 |
| 12  | Alan Smith              | Alan Smith (2018)                | Philippe Buchet                                                                         | Daniel Pecqueur         | ISBN 978-3-551-71082-6 |
| 13  | Judith Warner           | Judith Warner (2018)             | Olivier Grenson                                                                         | Jean van Hamme          | ISBN 978-3-551-72649-0 |
| 14  | Fallstricke und Gefühle | Traquenards et Sentiments (2024) | Iouri Jigounov, Joël Callède, Philippe Xavier, Alain Henriet, Gontran Toussaint, Mikaël | Jean van Hamme          | ISBN 978-3-551-80450-1 |

### XIII Spezial
Das Konzept der Reihe XIII Mystery wird seit 2023 ausgeweitet; künftig bekommen die wichtigsten Figuren aus XIII eigene Mini-Serien.
| Nr. | deutscher Titel      | Originaltitel (Ersch.jahr)            | Zeichner      | Autor | ISBN                   |
| --- | -------------------- | ------------------------------------- | ------------- | ----- | ---------------------- |
| 1   | Jones 1: Azurschwarz | Jones – Tome 1: Azur noir (2023)      | Olivier Taduc | Yann  | ISBN 978-3-551-79968-5 |
| 2   | Jones 2: Alcatrazrot | Jones – Tome 2: Rouge Alcatraz (2024) | Olivier Taduc | Yann  | ISBN 978-3-551-80583-6 |

### Sonderband: XIII Briefmarkenbuch – Hinterhalt und Gefühle
Dieses Buch wurde vom Belgischen Comiczentrum zusammen mit der Belgischen Post zur Veröffentlichung einer XIII Briefmarke in 2004 herausgegeben und vom Salleck Verlag ins Deutsche übertragen (ISBN 978-2-930196-51-0). Das Resultat ist ein Hardcoveralbum im Format A-5 mit 64 Seiten, der Briefmarke und dem Sonderstempel. Das Buch enthält eine unveröffentlichte XIII Kurzgeschichte (kein Comic) sowie verschiedene Artikel über die Serie und ihre Schöpfer und dazu viel Bildmaterial (Titelbilder, Drucke, Illustrationen, s/w und farbig). Neben der Normalausgabe (625 Expl.) existiert eine von W. Vance und J. Van Hamme signierte Luxusausgabe (225 Expl.).

## Adaptionen

### Videospiele
Auf der Grundlage des Comics wurde von Dargaud das Computerspiel XIII entwickelt. Der Ego-Shooter wurde 2003 von Ubisoft auf diversen Plattformen publiziert und schaffte es mit Hilfe einer Cel-Shading-Technik, auch die grafischen Elemente des Comics umzusetzen.
2007 veröffentlichte Gameloft eine Fortsetzung des Spiels mit dem Titel XIII2: Covert Identity als Sidescroller für Mobiltelefone. Im November 2011 veröffentlichte Microïds zudem die von den vorherigen Spielen unabhängige Adventure-/Minispielsammlung XIII: Lost Identity.

### Verfilmungen
Im Jahr 2008 erschien eine Fernsehverfilmung der Comics unter dem Titel XIII – Die Verschwörung. In den Hauptrollen sind Val Kilmer und Stephen Dorff zu sehen. Regie führte Duane Clark. Während der Zweiteiler in den USA im Fernsehen lief, erschien er in Deutschland direkt auf DVD.
Zwischen 2011 und 2012 wurde die Geschichte unter dem Titel XIII – Die Verschwörung (Originaltitel: XIII: The Series) in zwei Staffeln als Serie adaptiert. Die französisch-kanadische Produktion schließt an die Ereignisse des Fernsehfilms an. Die Hauptrolle übernimmt Stuart Townsend, weitere Rollen übernehmen Aisha Tyler, Virginie Ledoyen und Greg Bryk.